# Columnea dictyophylla
Columnea dictyophylla är en tvåhjärtbladig växtart som beskrevs av John Donnell Smith. Columnea dictyophylla ingår i släktet Columnea och familjen Gesneriaceae. Inga underarter finns listade i Catalogue of Life.